# Campolide
Campolide é uma freguesia portuguesa do município de Lisboa, pertencente à Zona Centro da capital,, com 2,77 km² de área e 14787 habitantes (censo de 2021). A sua densidade populacional é 5 338,3 hab./km².

## História
Foi uma das 12 freguesias criadas pela reforma administrativa da cidade de Lisboa de 7 de fevereiro de 1959, por desanexação da freguesia de São Sebastião da Pedreira. A freguesia manteve-se com a reforma administrativa de 2013, apesar de alguns ajustes administrativos.Lei n.º 56/2012 (Reorganização administrativa de Lisboa).

## Limites
Os seus limites confrontam: a sul — Autoestrada A5, Avenida do Engenheiro Duarte Pacheco; a nascente — Rua de Artilharia Um, Rua do Marquês de Fronteira, limite nascente do Parque Ventura Terra, Rua do Dr. Júlio Dantas, Praça de Espanha; a norte — Praça de Espanha, Avenida de Columbano Bordalo Pinheiro, Praça do General Humberto Delgado, Eixo Norte-Sul, Rua de Francisco Gentil Martins, Estrada da Serafina; a poente — Estrada da Serafina, Caminho das Pedreiras. O topónimo explica-se etimologicamente pela contração de Campo de Olide.

## Demografia
A população registada nos censos foi:
| Distribuição da População por Grupos Etários | Distribuição da População por Grupos Etários | Distribuição da População por Grupos Etários | Distribuição da População por Grupos Etários | Distribuição da População por Grupos Etários |
| -------------------------------------------- | -------------------------------------------- | -------------------------------------------- | -------------------------------------------- | -------------------------------------------- |
| Ano                                          | 0-14 Anos                                    | 15-24 Anos                                   | 25-64 Anos                                   | > 65 Anos                                    |
| 2001                                         | 1747                                         | 1995                                         | 8371                                         | 3814                                         |
| 2011                                         | 1808                                         | 1553                                         | 8376                                         | 3723                                         |
| 2021                                         | 1702                                         | 1413                                         | 8077                                         | 3595                                         |

## Património
- Aqueduto das Águas Livres, seus aferentes e correlacionados (concelho de Lisboa: freguesias de Benfica, São Domingos de Benfica, Campolide, São Sebastião da Pedreira, Santo Condestável, Prazeres, Santa Isabel, Lapa, Santos-o-Velho, São Mamede, Mercês) ou Aqueduto das Águas Livres e Mãe de Água (antiga designação constante do Decreto de 16 de junho de 1910).
- Antigo Colégio Jesuíta de Campolide, onde esteve instalado o Batalhão de Caçadores n.º 5 e atualmente funcionam departamentos da Universidade Nova de Lisboa.
- Capela do anterior Colégio de Campolide da Companhia de Jesus.

## Personalidades ilustres
- Barão de Campolide
- Manuel canela (Ilustre cozinheiro português conhecido pelo seu restaurante)

## Bairros
- Liberdade
- Alto da Serafina
- Bela Flor
- Calçada dos Mestres

## Principais colectividades e associações
- «Liberdade Atlético Clube»
- Santana Futebol Clube
- Sport Lisboa e Campolide
- Clube Recreativo Popular
- Campolide Atlético Clube
- O Canela

## Arruamentos

Ajustes, ocorridos em 2012, aos limites da freguesia de Campolide.

A freguesia de Campolide foi uma das mantidas aquando da reorganização administrativa da cidade de Lisboa, sofrendo apenas pequenos ajustes nos limites com as freguesias vizinhas.
A freguesia contém 120 arruamentos. São eles:
- Alto do Carvalhão
- Autoparque Campolide
- Avenida Calouste Gulbenkian[nota 1]
- Avenida Columbano Bordalo Pinheiro[nota 2]
- Avenida Conselheiro Fernando de Sousa[nota 3]
- Avenida de Ceuta[nota 4]
- Avenida Engenheiro Duarte Pacheco[nota 5]
- Avenida General Correia Barreto[nota 6]
- Avenida José Malhoa
- Avenida Miguel Torga
- Beco de Estêvão Pinto
- Beco do Monteiro
- Calçada da Estação
- Calçada da Quintinha
- Calçada do Baltazar
- Calçada dos Mestres
- Calçada dos Sete Moinhos
- Campus de Campolide
- Escadinhas da Liberdade
- Estrada de Benfica[nota 6]
- Jardim Amnistia Internacional
- Jardim José Medeiros Ferreira
- Largo da Igreja
- Largo Monterroio Mascarenhas
- Largo Prof. Arnaldo Sampaio
- Parque Gonçalo Ribeiro Telles
- Praça de Espanha[nota 7]
- Praça Marechal Humberto Delgado[nota 7]
- Rua Alexandre de Gusmão
- Rua Almirante Afonso Cerqueira
- Rua André de Melo e Castro
- Rua André Monteiro da Cruz
- Rua Aníbal de Vasconcelos Esteves
- Rua António Guedes Pereira
- Rua Armando Cortez
- Rua Aviador Plácido de Abreu
- Rua Basílio Teles[nota 2]
- Rua Campos Júnior
- Rua Canto da Maya
- Rua Cardeal Saraiva
- Rua Carlos Conde
- Rua Castilho[nota 8]
- Rua Cinco (Bairro Calçada dos Mestres)
- Rua Conde das Antas
- Rua Conde de Nova Goa
- Rua D. António Luís de Sousa
- Rua da Bela-Flor
- Rua da Capela
- Rua da Escola de Educação Popular
- Rua da Igreja
- Rua da Mesquita[nota 9]
- Rua da Pedreira do Fernandinho
- Rua da Samaritana
- Rua das Furnas[nota 2]
- Rua de Artilharia Um[nota 8]
- Rua de Campolide[nota 2]
- Rua de São Jacob
- Rua de São Vicente de Paulo
- Rua Delfim de Brito Guimarães
- Rua Dez (Bairro Calçada dos Mestres)
- Rua Diogo de Mendonça Corte Real
- Rua do Aqueduto das Águas Livres
- Rua do Arco do Carvalhão[nota 10]
- Rua do Cotovelo
- Rua do Garcia (à Cascalheira)
- Rua do Meio ao Arco do Carvalhão
- Rua Dois (Bairro Calçada dos Mestres)
- Rua Dom Carlos de Mascarenhas
- Rua Dona Maria Ana de Áustria
- Rua dos Arcos
- Rua Doze (Bairro Calçada dos Mestres)
- Rua Dr. Júlio Dantas[nota 9]
- Rua Eduardo Malta
- Rua Engº Ferreira de Mesquita
- Rua Fernando Teles da Silva
- Rua Ferreira Chaves
- Rua Francisco de Assis Rodrigues
- Rua Francisco Ferreira Cangalhas
- Rua Francisco Gentil Martins[nota 2]
- Rua Francisco Rodrigues Lobo
- Rua General Taborda
- Rua Honorato José Correia
- Rua Inácio Pardelhas Sanchez
- Rua João da Mota e Silva
- Rua José Anastácio da Cunha
- Rua José da Felicidade Alves
- Rua José da Silva Pais
- Rua Leandro Braga
- Rua Manuel de Azevedo Fortes
- Rua Marquês de Fronteira[nota 9]
- Rua Marquês de Subserra[nota 9]
- Rua Martim de Pina Proença
- Rua Miguel Ângelo de Blasco
- Rua Nove (Bairro Calçada dos Mestres)
- Rua Oito (Bairro Calçada dos Mestres)
- Rua Onze (Bairro Calçada dos Mestres)
- Rua Padre António Vieira[nota 9]
- Rua Padre Domingos Maurício dos Santos[nota 1]
- Rua Padre José Gallea
- Rua Prof. Sousa da Câmara
- Rua Quatro (Bairro Calçada dos Mestres)
- Rua Ramalho Ortigão[nota 9]
- Rua Reinaldo Manuel dos Santos
- Rua Rodrigo da Fonseca[nota 8]
- Rua Rodrigo Franco
- Rua Sampaio e Pina[nota 9]
- Rua Seis (Bairro Calçada dos Mestres)
- Rua Sete (Bairro Calçada dos Mestres)
- Rua Simão Veríssimo Dias
- Rua Soares dos Reis
- Rua Três (Bairro Calçada dos Mestres)
- Rua Um (Bairro Calçada dos Mestres)
- Rua Veríssimo Dias
- Rua Vieira Lusitano
- Rua Vítor Bastos
- Travessa da Rabicha
- Travessa das Irmãzinhas dos Pobres
- Travessa de Estêvão Pinto
- Travessa do Sul
- Travessa do Tarujo